# Sommerhausen (Much)
Sommerhausen ist ein Ortsteil der Gemeinde Much im Rhein-Sieg-Kreis.

## Lage
Sommerhausen liegt im Wahnbachtal. Nachbarorte sind Leverath im Osten, Kreuzkapelle im Süden und Breuch im Westen. Sommerhausen ist über die Landesstraße 189 erreichbar.
Südlich vom Dorf liegt der Herrenteich.

## Geschichte
In einer Darlehensliste für Herzog Wilhelm III von Berg aus dem Jahr 1487 ist Frederich van Sommerhuss aufgeführt.
Sommerhausen war bis 1806 ein Weiler der Honschaft Benrath im Kirchspiel Much, Amt Windeck im Herzogtum Berg.
1823 hatte Sommerhausen 66 Einwohner.
1829 hatte Sommerhausen 70 Einwohner in 11 Häusern, 1843 waren es dann 78 Personen in 14 Häusern.
1901 hatte das Dorf 77 Einwohner. Das waren die Haushalte Ackerer Albert Bonrath, Ackerin Witwe Johann Bonrath, Ackerer Philipp Bonrath, Näherin Catharina Gerhards, Schneider und Kleinhändler Gerhard Gerhards, die Ackerer der Familien Kreuzer Johann iV, Johann V, Maria Magdalena und Peter Josef, Schreiner Joh. Kühn, Ackerer Peter Manz, Ackerin Witwe Joh. Peter Oberhäuser, Näherin Catharina Schmitz, die Ackerer Joh. und Joh. Peter Schuld, Ackerin Witwe Peter Steeger sowie Ackerer Stephan Tillmann.

## Dorfleben
Die Dorfgemeinschaft hat auf dem Dorfplatz 1993 ein Holzkreuz und 1997 einen Pavillon errichtet. Hier werden Maifeiern, Sommerfeste und ein Weihnachtsmarkt veranstaltet.